# Antígona (Orff)
Antígona (título original en alemán, Antigonae) es una ópera en cinco actos con música de Carl Orff. Antígona es, en palabras de Orff, una "música incidental" para la tragedia griega de Sófocles homónima; sin embargo, funciona como una ópera.
Orff usó la traducción al alemán de la obra de Sófocles que hizo Friedrich Hölderlin (1770-1843) en el año 1804. El drama original se escribió en el año 442 a. C. y la traducción al alemán copia fielmente el tono y el movimiento de la tragedia griega. La ópera de Orff se estrenó el 9 de agosto de 1949 bajo la dirección de Ferenc Fricsay en el Felsenreitschule de Salzburgo, Austria.

## Personajes
| Personaje    | Tesitura      | Reparto del estreno, 9 de agosto de 1949 (Director: Ferenc Fricsay) |
| ------------ | ------------- | ------------------------------------------------------------------- |
| Antigonae    | mezzo-soprano | Res Fischer                                                         |
| Un mensajero | bajo          | Josef Greindl                                                       |
| Un guardia   | tenor         | Helmut Krebs                                                        |
| Euridice     | soprano       | Hilde Zadek                                                         |
| Hämon        | tenor         | Lorenz Fehenberger                                                  |
| Ismene       | contralto     | Maria von Ilosvay                                                   |
| Kreon,       | barítono      | Hermann Uhde                                                        |
| Tiresias     | tenor         | Ernst Haefliger                                                     |

## Argumento
La ópera comienza en la mañana siguiente a la batalla en Tebas entre los ejércitos de los dos hijos de Edipo: Eteocles y Polinices.  El rey Creonte (Kreon), que ascendió al trono de Tebas después de que ambos hermanos resultaran muertos en batalla, decreta que Polinices no debe ser enterrado. Antígona (Antigonae), su hermana, desafía la orden, pero es descubierta. Creonte decreta que debe ser enterrada viva a pesar del hecho de que está prometida a su hijo Hemón (Hämon). Los dioses, a través del profeta ciego Tiresias, expresan su desaprobación por la decisión de Creonte, lo que le convence de rescindir la orden, y va a enterrar a Polinices. Sin embargo, Antígona ya se ha suicidado colgándose, para no ser enterrada viva. Cuando Creonte llega a la tumba en la que ella iba a ser enterrada, su hijo, Hemón, lo ataca y luego se suicida. Finalmente, la esposa de Creonte, Eurídice (Euridice) es informada de la muerte de Hemón y Antígona y ella también se suicida. Al final de la obra teatral, y de la ópera, Creonte es el único personaje principal que queda vivo.

### Orquesta
La partitura de "Antigonae" de Orff proporciona una formación orquestal única en la historia de la música hasta 1949:
- 6 flautas, todos también flautín
- 6 oboes, oboes 4–6 también cor anglais
- 6 trompetas
- 4 arpas
- 6 pianofortes con 12 pianistas
- 9 contrabajos

La batería grande requiere de diez a quince percusionistas:
- 7 a 8 timbales, incluido un timbal alto en la
- litófono
- 2 a 3 xilófonos
- 10 "xilófonos con resonadores" del tipo Método Orff (2 xilófonos soprano, 6 xilófonos tenor, 2 xilófonos bajos)
- un pequeño tambor de madera
- un tambor africano grande
- 2 campanas altas en d5 y e5
- 3 glockenspiel
- 4 pares crótalos
- 3 címbalos (turcos) sospesos
- 3 pares de címbalos (turcos)
- un pequeño yunque
- 3 triángulos
- 2 bombos
- 6 panderetas
- 6 pares castañuelas
- 10 grandes gong javaneses en G, c, d, e, g, a, c1, d1, e1 y f1

Los xilófonos con resonadores son instrumentos del Método Orff. Como no se usan en orquestales debido a la disposición cromática de las varillas, sino que solo permiten la ejecución de glissandi cromáticos, en la práctica actual de ejecución, la mayoría de los xilófonos de paso profundo se reemplazan por marimbas.
Si bien el rendimiento de la batería en el momento del estreno mundial exigió considerablemente a los bateristas, gracias al extraordinario desarrollo de la tecnología de batería en las últimas décadas, la partitura de Orff ya no ofrece obstáculos insuperables.

## Música
La composición de Orff de la traducción de Sófocles de Friedrich Hölderlin de 1804 significó la creación de una nueva forma de teatro musical en el que el texto mismo se musicaliza a través de la declamación de las voces que cantan. Una reducción extraordinaria de la estructura de tono en relación con el predominio de la forma rítmica, las características esenciales del estilo tardío de Orff. Especialmente en los coros grandes, que muestran una tendencia pronunciada a construir paisajes sonoros más grandes y cerrados. Demostrar el método de pensamiento del compositor en constelaciones de tonos básicos sin una verdadera sintaxis de acordes. La renuncia de Orff a la gramática de la tonalidad armónica permitió al compositor, como el equivalente musical del lenguaje arcaico de Hölderlin, hacer de la voz de canto declamadora el vehículo para la acción. Como Pietro Massa pudo mostrar, un intenso intercambio de ideas fue acompañado por el filólogo clásico Wolfgang Schadewaldt, el musicólogo Thrasybulos Georgiades y Wieland Wagner como el compositor anhelado director de los orígenes de las óperas antiguas de Orff.
Concentrarse en un conjunto de instrumentos de percusión con un tono específico e indefinido, originalmente nacido de la fascinación que el único grupo viable de la orquesta ejerció sobre los compositores del siglo XX, también parece ser una verdadera solución de patente para un compositor que esté interesado en crear. Las organizaciones de lanzamiento nunca habían sido una preocupación central. La idea de una cooperación diferenciada basada en la división del trabajo, que ha distinguido a la orquesta de la música artística occidental que ha crecido orgánicamente a lo largo de los siglos, aparece en la orquesta de las óperas de Orff su poesía de Hölderlin transpuestas en constelaciones de instrumentos que antes eran desconocidas para la música artística europea. En la partitura  Antigonae, el piano y los xilófonos, que están más familiarizados con las tareas marginales en la orquesta tradicional, asumen el papel que el cuerpo de la cuerda tenía en el movimiento orquestal de la música clásica vienesa. Los instrumentos tradicionales de la tradición orquestal europea, como flautas, oboes, trompetas y contrabajos, aparecen en Antigonae y Oedipus der Tyrann, con funciones encomendadas por los raros instrumentos de percusión de la orquesta del siglo XIX. Se percibió como timbres especiales con un atractivo sonoro casi exótico. Solo se usan para tareas especiales motivadas dramatúrgicamente.
En la historia de la música del siglo XX, las óperas antiguas de Orff aparecen como un camino especial extraordinariamente original del teatro musical después de 1950, que ha recibido más atención en los años transcurridos desde 2000, sobre todo debido a la relación del lenguaje musical de Orff con las tendencias del minimalismo musical. De las tres óperas antiguas, Antigonae pudo afirmarse mejor en el repertorio, ya que la ópera Antigone de Arthur Honegger su poesía de Jean Cocteau (Bruselas, Théâtre de la Monnaie, 1927) no pudo prevalecer.

## Grabaciones

### Audio
- Res Fischer, Hilde Zadek, Benno Kusche, Hermann Uhde, Helmut Krebs, Lorenz Fehenberger, Ernst Haefliger, Josef Greindl; Wiener Philharmoniker, Musikalische Leitung: Ferenc Fricsay. Prima esecuzione mondiale 1949. Stradivarius.
- Christel Goltz, Irmgard Barth, Benno Kusche, Hermann Uhde, Paul Kuën, Karl Ostertag; Bayerisches Staatsorchester, Musikalische Leitung: Sir Georg Solti. Orfeo 1951.
- Martha Mödl, Carlos Alexander, Paul Kuën, Fritz Uhl, Josef Traxel, Kurt Böhme; Symphonieorchester des Bayerischen Rundfunks, Musikalische Leitung: Wolfgang Sawallisch. 1958.
- Inge Borkh, Carlos Alexander, Gerhard Stolze, Fritz Uhl, Ernst Haefliger, Kim Borg; Symphonieorchester des Bayerischen Rundfunks, Musikalische Leitung: Ferdinand Leitner. Deutsche Grammophon 1961.

### Video
- Katrin Gerstenberger, Andreas Daum, Markus Durst, Sven Ehrke, Mark Adler, Thomas Mehnert; Staatstheater Darmstadt; Regie: John Dew; Musikalische Leitung: Stefan Blunier. Wergo 2010.